# Список претендентів на Першу Національну кінопремію «Золота дзиґа»
Премія «Золота дзиґа»

Наст. список >>
Це — Довгий список претендентів на Першу Національну кінопремію «Золота дзиґа», урочиста церемонія вручення якої відбулася 20 квітня 2017 року в готелі «Fairmont Grand Hotel Kyiv» у Києві. Список був оголошений Українською кіноакадемією 31 березня 2017 року після попередньої селекції фільмів на відповідність вимогам регламенту Першої Національної кінопремії.
До повного списку фільмів, що змагалися у конкурсі Національної кінопремії «Золота дзиґа» увійшли 54 кінострічки. 12 з них — повнометражні ігрові фільми, 15 — короткометражні ігрові, 19 — документальні, 8 — анімаційні. Всього було подано 76 фільмів.

## Список претендентів

### Повнометражний ігровий фільм
| Фільм                            | Режисер(и)        | Країна          | Результат      |
| -------------------------------- | ----------------- | --------------- | -------------- |
| Вісім                            | Олександр Шапіро  | Україна         | Не номінований |
| Гніздо горлиці                   | Тарас Ткаченко    | Україна, Італія | Переможець     |
| Жива                             | Тарас Химич       | Україна         | Не номінований |
| Конкурсант. Смертоносне шоу      | Олександр Бєляк   | Україна         | Не номінований |
| Моя бабуся Фані Каплан           | Олена Дем'яненко  | Україна         | Номінація      |
| Одного разу в Україні. Революція | Ігор Парфьонов    | Україна         | Не номінований |
| Політ золотої мушки              | Іван Кравчишин    | Україна         | Не номінований |
| Полон                            | Анатолій Матешко  | Україна         | Не номінований |
| #SelfieParty                     | Любомир Левицький | Україна         | Не номінований |
| Слуга народу 2                   | Олексій Кирющенко | Україна         | Номінація      |
| Тепер я буду любити тебе         | Роман Ширман      | Україна, Грузія | Номінація      |
| Я з тобою                        | Олег Туранський   | Україна         | Не номінований |

### Короткометражний ігровий фільм
| Фільм                      | Режисер(и)           | Країна  | Результат      |
| -------------------------- | -------------------- | ------- | -------------- |
| uCRANE                     | Катерина Кузьменкова | Україна | Не номінований |
| Без тебе                   | Наріман Алієв        | Україна | Не номінований |
| Висока Гора                | Володимир Бакум      | Україна | Не номінований |
| Все буде добре             | Тоня Ноябрьова       | Україна | Не номінований |
| Ґолден лав                 | Павло Остріков       | Україна | Номінація      |
| Давай не сьогодні          | Христина Сиволап     | Україна | Не номінований |
| Квадрати                   | Олег Філіпенко       | Україна | Не номінований |
| Кров'янка                  | Аркадій Непиталюк    | Україна | Переможець     |
| Палець                     | Юрій Карабак         | Україна | Не номінований |
| Рожева мапа                | Ель Парвулеско       | Україна | Не номінований |
| Сказ                       | Марися Нікітюк       | Україна | Не номінований |
| Холодна квартира           | Сергій Анашкін       | Україна | Не номінований |
| Хто підставив Кіма Кузіна? | Антоніо Лукіч        | Україна | Не номінований |
| Цвях                       | Філіп Сотниченко     | Україна | Номінація      |
| Чорногора                  | Тарас Дронь          | Україна | Не номінований |

### Документальний фільм
| Фільм                                            | Режисер(и)                          | Країна                        | Результат      |
| ------------------------------------------------ | ----------------------------------- | ----------------------------- | -------------- |
| Виграти все                                      | Дмитро Томашпольський               | Україна                       | Не номінований |
| Воїни духу                                       | Тетяна Кулаковська, Анна Мартиненко | Україна                       | Не номінований |
| Головна роль                                     | Сергій Буковський                   | Україна                       | Переможець     |
| Dustards                                         | Станіслав Гуренко                   | Україна                       | Не номінований |
| Десять секунд                                    | Юлія Гонтарук                       | Україна                       | Номінація      |
| Жива ватра                                       | Остап Костюк                        | Україна                       | Номінація      |
| Історія рук                                      | Роман Бондарчук                     | Україна                       | Не номінований |
| Крим, як це було                                 | Костянтин Кляцкін                   | Україна                       | Не номінований |
| Лобановський назавжди                            | Антон Азаров                        | Україна                       | Не номінований |
| Маріуполіс                                       | Мантас Кведаравічюс                 | Україна                       | Не номінований |
| Моя остання зупинка                              | Роман Прокопчук                     | Україна                       | Не номінований |
| Одеса як вона є. Люди-Події                      | Роман Волчак, Андранік Давтян       | Україна                       | Не номінований |
| Панорама                                         | Юрій Шилов                          | Україна                       | Не номінований |
| Переломний момент: війна за демократію в Україні | Олесь Санін                         | Україна                       | Не номінований |
| REVE TA STOHNE ON TOUR                           | Надія Парфан                        | Україна                       | Не номінований |
| Рідні                                            | Віталій Манський                    | Україна                       | Номінація      |
| Російський дятел                                 | Чед Грасіа                          | Україна, США, Велика Британія | Не номінований |
| Українські шерифи                                | Роман Бондарчук                     | Україна                       | Номінація      |
| Щастя                                            | Олеся Савченко                      | Україна                       | Не номінований |

### Анімаційний ігровий фільм
| Фільм                      | Режисер(и)            | Країна  | Результат      |
| -------------------------- | --------------------- | ------- | -------------- |
| Велопортрети               | Сашко Даниленко       | Україна | Не номінований |
| Закоханий Їжачок           | Олександр Спаринський | Україна | Не номінований |
| Зможеш ти все              | Микита Тимощук        | Україна | Не номінований |
| Кобзар 2015                | Богдан Шевченко       | Україна | Не номінований |
| Лахмітко                   | Олег Педан            | Україна | Номінація      |
| Микита Кожум'яка           | Манук Депоян          | Україна | Переможець     |
| Мишко та Місячна Дзвінка   | Людмила Ткачикова     | Україна | Номінація      |
| Оракул знайденого черевика | Анжела Богаченко      | Україна | Не номінований |